# Edificio central de Correos de Sevilla

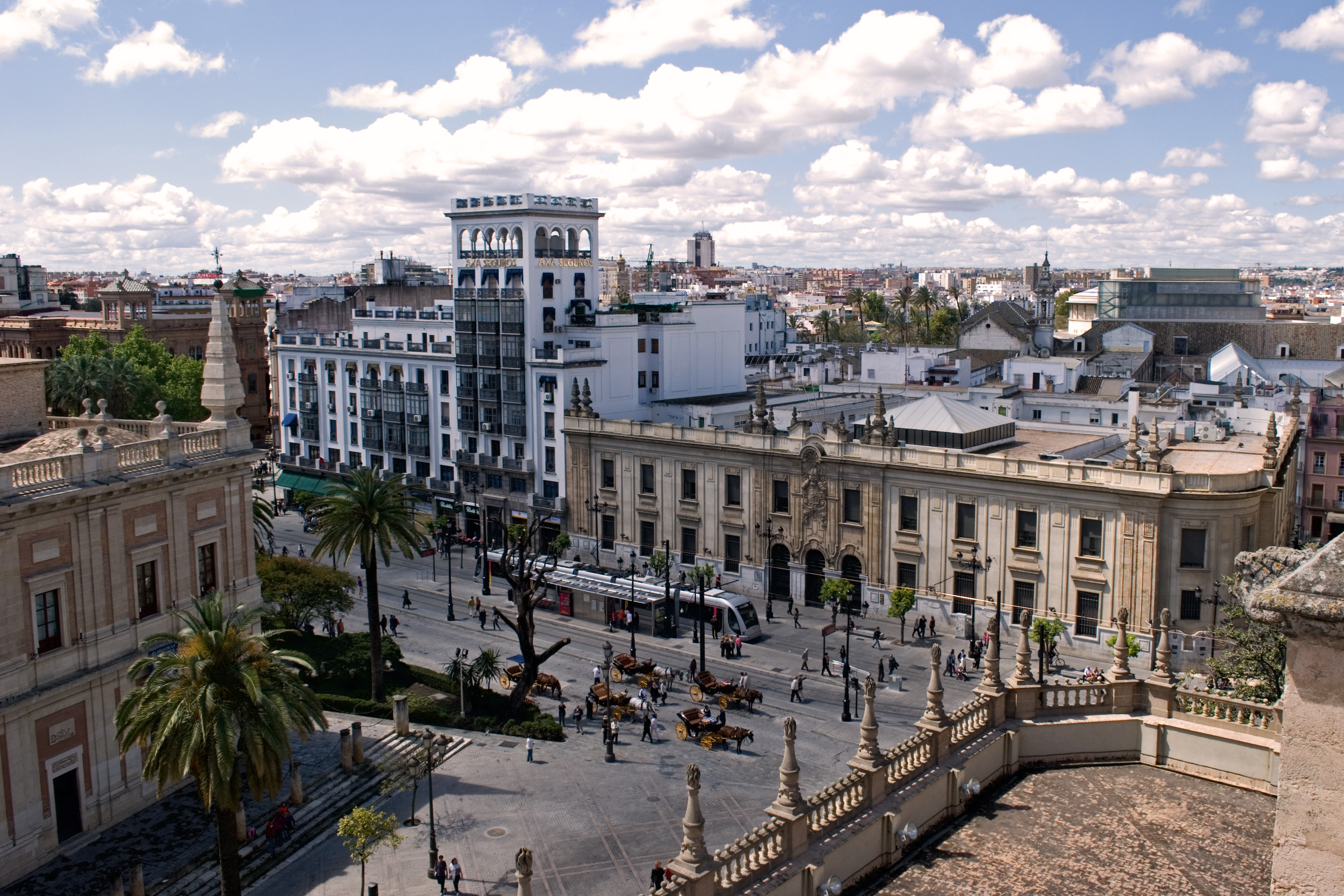
Vista del edificio de Correos desde la catedral.

El edificio central de Correos se encuentra en la avenida de la Constitución de Sevilla, Andalucía, España. Fue finalizado en 1930. Es de estilo art decó, con algunas características neobarrocas.

## Historia
La sede central del servicio postal de Sevilla a comienzos del siglo XX se encontraba en el edificio del antiguo convento agustino de San Acasio, que había sido exclaustrado en 1810, durante la invasión francesa.
La ciudad se preparaba para la Exposición Iberoamericana y, como parte del programa de obras públicas realizado, el Ayuntamiento cedió un solar en el antiguo Alfolí de la Sal al ministerio de Gobernación para que construyese la nueva sede de Correos. El edificio fue encargado en 1918 a Joaquín Otamendi (que, junto con Antonio Palacios, había diseñado el palacio de las Comunicaciones de Madrid en 1905) y Luis Lozano. Fue construido entre 1927 y 1930. Fue restaurado entre 1988 y 1992.